# Блюда традиционной английской кухни (список)
Блюда английской кухни — список традиционных блюд и кулинарных изделий английской кухни, часть более широкого понятия — «британская кухня».
Рецепты ведут историю с периода средневековья, сохранился английский сборник «Способов приготовления еды» XIV века. Основу английских блюд составляют мясо, рыба, овощи и крупы.  Серым цветом в таблицах выделены старинные блюда, не популярные в наши дни. 

## Супы
Суп
Окстейл-суп — суп из бычьих хвостов.

## Главные блюда
Главное блюдо
| Название | Фото | Происхождение | Описание | Осн. ингредиенты и приготовление | Подача |
| Барон-оф-Биф (Baron of Beef) «Говяжий барон» |      | вся Англия, средневековье                                                                                        | Изначально говяжья туша, жареная на вертеле, сейчас предлагаются варианты проще — жарится часть, включающая поясницу и задние ноги.           | Туша (удалены: голова, хвост и ноги ниже скакательного сустава), равномерно обжаривается над костром/очагом.                                         | Для большого количества человек, на значительных празднованиях.                                                                                   |
| Панакелти (Panackelty, Tatey pot, Corned beef and tatey pot) |      | Северо-Восточная Англия                                                                                          | Запеканка из мяса и овощей. | Мясо (обычно солонина) и корнеплоды (обычно картофель, лук, морковь и др.) запекают в течение дня в духовке или на медленном огне в кастрюле/горшке. | |
| - Пан-агги (Pan aggie) — состоит из слоев бекона, солонины и лука, покрытых резанным картофелем или пюре (на побережье Хамбера). - Пан-хаггерти (Pan haggerty) — состоит из картофеля, лука и сыра, запеченных в форме для выпечки (в Нортамберленде). |      | | | | |
| Ростбиф (Roast beef) «Жаркое из говядины» |      | вся Англия, после средневекового периода (блюдо т. н. «Старой Англии», название несёт патриотическую коннотацию) | Запечённый большой кусок говядины, на рёбрах или без, иногда мясо заворачивают рулетом, обвязав нитью. Относится к блюдам именуемым «жаркое». | Мясо (толстый или тонкий край, оковалок, вырезка), перед запеканием солят, посыпают мукой.                                                           | Холодным или горячим (с подливкой, соусом из хрена и украшенный пучками хрена, обычно вместе с йоркширским пудингом); часто на «Воскресный обед». |
| |      | | | | |

## Гарниры
Гарнир
| Название                                                                                           | Фото | Происхождение                                                                    | Описание                                                                                  | Осн. ингредиенты и приготовление                                                                                   | Подача |
| Йоркширский пудинг (Yorkshire pudding) устар. Дриппинг пудинг (Dripping pudding) «Капающий пудинг» |      | Сев. Англия сер. XVIII в. (с 2007 г. день этого блюда — 1-е воскресенье февраля) | Пудинг, выпеченный в большой, но не глубокой форме, иногда в маленьких круглых формочках. | Кляр (яйцо, мука и молоко), раньше ставили под вращающийся на огне вертел с мясом, жир с которого капал на пудинг. | Как гарнир (напр., с горячим ростбифом), с начинкой как блюдо (напр., с колбасками — «тойд-ин-зе-хол»; часто на «Воскресный обед». |

## Салаты
Салат, закуска

## Хлеб и десерты (хлебобулочные продукты и мучные кондитерские изделия)
Хлеб и десерты (хлебобулочные продукты и мучные кондитерские изделия). Выпечка.
| Название | Фото | Происхождение                                                                                     | Описание | Осн. ингредиенты и приготовление | Подача |
| Пок пай (Pork pie) «Пирог со свининой» |      | В конце XVIII в.                                                                                  | Пирог с начинкой из свинины. | Начинку готовят из достаточно крупно рубленной свинины, запекают в тесте, замешанном на горячей воде.                                                                     | Как десерт, горячим или холодным.                                                                                |
| - Пирог со свининой Мелтон-Моубрей (Melton Mowbray pork pie) — XIX века. |      |                                                                                                   | | | |
| Скон (Scone) «Лепёшка, кусочек лепёшки» |      | Сев. Англия Ирландия Шотландия XVI в.                                                             | Небольшая булочка круглой формы, встречаются треугольные, квадратные и шестиугольные (изначально «скон» — это нарезанные кусочки большого круглого хлеба/лепёшки). | Бездрожжевое тесто из пшеничной или овсяной муки, булочка несладкая или подслащённая, может глазироваться, иногда добавляют изюм, смородину, сыр или финики.              | С топлёными сливками, маслом и джемом к традиционному «Сливочному чаю».                                          |
| - Гридл-скон (Griddle scone, нортум., шотл. Gridle scone) — скон приготовленный на сковороде. - Дроп-скон (Dropped scone или Drop scone, «Брошенная/падающая лепёшка») — скон приготовленный на сковороде как блины. - Лемонэйд-скон (Lemonade scone, «Лимонадная лепёшка») — скон приготовленный с лимонадом и сливками вместо масла и молока. |      |                                                                                                   | | | |
| Стотти-кейк (Stottie cake, нортум. Stottie kyek) «Отскакивающий кекс/хлеб» |      | Сев.-Вост. Англия                                                                                 | Круглый хлеб (диаметр ок. 30 см), плоский (толщина ок. 4 см), с углублением посередине.                                                                            | Текстура тяжелая, похожая на тесто. | Обычно разрезают и заполняют различными начинками (ветчиной, гороховым пудингом, беконом, яйцами или сосисками). |
| - Тафти-бан (Tufty bun) — стотти-кейк меньшего размера. |      |                                                                                                   | | | |
| Хейсти пудинг (Hasty pudding) «Поспешный пудинг» |      | Англия XVI в.                                                                                     | Пудинг или каша из зерновых культур, варится на молоке или воде.                                                                                                   | Варианты из пшеничной муки, из тертого хлеба или как овсяная каша; иногда добавляют сливочное масло, сливки, изюм, смородину и др.                                        | Как самостоятельное блюдо.                                                                                       |
| Хот-кросс-бан (Hot cross bun) «Горячая крестовая булочка» |      | Международное, издревле (гипотеза: в Англии изобретена монахом из аббатства Сент-Олбанса, XIV в.) | Пасхальная булочка с нанесённым сверху изображением белого креста (иногда как надрез на булке или с помощью полосок теста).                                        | Сдобное тесто с пряностями (обычно корицей, мускатным орехом, гвоздикой) и изюмом.                                                                                        | В Великую пятницу (отмечают конец Великого поста).                                                               |
| Чрикал тоат (Treacle tart) «Пирог с патокой» |      | XIX в.                                                                                            | Пирог с начинкой из патоки. | Песочное тесто с начинкой из патоки с добавлением панировочных сухарей лимонного сока или цедры.                                                                          | Как десерт, горячим или холодным.                                                                                |
| Эппл-кейк (Apple cake) «Яблочный кекс/торт» |      | Международное, после периода средневековья                                                        | Разновидность торта или пироженого, для начинения которого используются яблоки.                                                                                    | Тесто (песочное, со специями: мускат, корица и др., иногда добавляют измельчённые орехи — грецкий, миндаль), начинка (подслащённые кусочки яблока); запекается в духовке. | Как десерт, горячим или холодным, иногда с заварным кремом, мороженым или сливками.                              |
| - Девонский эппл-кейк (Devon apple cake) — возможно добавление местных яблочных соков (в Девоне). - Дорсетский эппл-кейк (Dorset apple cake) — возможно добавление местных яблочных соков (в Дорсете). - Сомерсетский эппл-кейк (Somerset apple cake) — возможно добавление местных яблочных соков (в Сомерсете).                               |      |                                                                                                   | | | |
| Эппл-пай (Apple pie) «Яблочный пирог» |      | Международное, издревле (в Англии первый известный рецепт — в XIV в.)                             | Разновидность пирога, для начинения которого используются яблоки.                                                                                                  | Тесто (песочное), начинка (подслащённые кусочки яблока, часто сорта Брэмли); запекается в духовке.                                                                        | Как десерт, горячим или холодным.                                                                                |

## Десерты (сахаристые кондитерские изделия и прочее)
Десерты и сахаристые кондитерские изделия.
| Название                                | Фото | Происхождение | Описание                                                    | Осн. ингредиенты и приготовление | Подача |
| Итонский беспорядок (Eton mess)         |      | XIX в.        | Десерт, состоящий из смеси клубники, безе и взбитых сливок. |                                  |        |
| Фрут фул (Fruit fool) «Фруктовый дурак» |      | Англия XVI в. | Десерт с пюре из компота со сладким заварным кремом.        |                                  |        |

## Традиционные английские продукты

### Колбасы
Колбасы являются международным продуктом, но традиционны также и для англичан. Английское слово колбаса — sausage — восходит к латинскому salsus — «солёный». Происхождение колбас международное, известно о них издревле. В Британию технология изготовления завезена римлянами в начале 1-го тыс. Для Англии характерны свиные колбаски, в старину ассоциировавшиеся с определёнными породами свиней. Для изготовления продукта шла свинина местных пород и выращиваемые местные добавки-ароматизаторы: яблоки и шалфей. Подавались колбасы обычно жареными, часто как компонент к «английскому завтраку».
| Название                                        | Фото | Происхождение                                                                              | Описание                                                                                 | Осн. ингредиенты и приготовление | Подача                                                      |
| Глостерская колбаса (Gloucester sausage)        |      | гр. Глостершир                                                                             | Свиная колбаса с высоким содержанием жира (порода свиней глостер олд спот).              | Свиная корейка, нутряной жир, паниров. сухари, мускатный орех, основной ароматизатор — шалфей, оболочка овечья (⌀ ок. 18 мм).         |                                                             |
| Камберлендская колбаса (Cumberland sausage) PGI |      | гр. Камберленд (легенда: от немецких шахтёров, работавших на угольных копях в Кемберленде) | Свиная колбаса спиралевидной формы.                                                      | Свиная грудинка и шея, паниров. сухари, шалфей, основной ароматизатор — чёрный перец и мускатный орех, оболочка свиная (⌀ ок. 28 мм). | Традиционный компонент британского блюда «бангерс-энд-маш». |
| Линкольнширская колбаса (Lincolnshire sausage)  |      | гр. Линкольншир                                                                            |                                                                                          | |                                                             |
| Ньюмаркетская колбаса (Newmarket sausage) PGI   |      | г. Ньюмаркет (гр. Суффолк)                                                                 |                                                                                          | |                                                             |
| Оксфордская колбаса (Oxford sausage)            |      | г. Оксфорд (гр. Оксфордшир)                                                                | Колбаса из свинины и телятины (первоначальный рецепт без телятины, максимально простой). | Свиная шея и корейка, телятина, паниров. сухари, шалфей, мускатный орех, оболочка овечья (⌀ ок. 18 мм).                               |                                                             |

### Мясные пудинги
Пудинг
| Название                      | Фото | Происхождение                                                                                | Описание                                                            | Осн. ингредиенты и приготовление | Подача |
| Белый пудинг (White pudding)  |      | Средневековье (в Англию технология изготовления, вероятно, попала из Ирландии или Шотландии) | Мясной пудинг, отличающийся добавлением злаков.                     |                                  |        |
| Чёрный пудинг (Black pudding) |      | Античность (в Британию технология изготовления завезена римлянами в начале 1-го тыс.)        | Региональный тип кровяной колбасы, отличающийся добавлением злаков. |                                  |        |

### Сыры
Сыр — неотъемлемый и весьма важный английский продукт. Он входит в состав самых разнообразных блюд, а также используется в качестве закуски. Несмотря на малую известность по сравнению с французскими, швейцарскими и голландскими сырами, в Англии производят более тридцати видов сыров, лучшие из которых успешно конкурируют на международном рынке.
| Название | Фото | Происхождение | Описание | Осн. ингредиенты и приготовление | Подача |
| Эпплвуд (Applewood, вариант: Applewood smoked cheddar) | | г. Илчестер, гр. Сомерсетшир, Англия | полутвердый, плотный, покрыт мягкой паприкой, что придает ему золотисто-янтарный вид. В некоторых случаях довольно мягкий                                                                    | | |
| Эшдаун Форестес (Ashdown Foresters) | | дер. Хорстед Кейнс, гр. Западный Сассекс, Англия | твердый, сладкий ореховый вкус | | |
| Ланкаширский сыр (Lancashire cheese) | | гр. Ланкашир, Англия | твердый | коровье молоко | |
| - Вкусный | | | | | |
| - Рассыпчатый | | | | | |
| - Сливочный | | | | | |
| PDO | - Традиционный Бикон Фелл (Beacon Fell Traditional Lancashire Cheese) - Сыр Боуленд (Bowland cheese) — из яблок, изюма и покрыт корицей; подходит на десерт, с крекерами или самостоятельно. | - Традиционный Бикон Фелл (Beacon Fell Traditional Lancashire Cheese) - Сыр Боуленд (Bowland cheese) — из яблок, изюма и покрыт корицей; подходит на десерт, с крекерами или самостоятельно. | - Традиционный Бикон Фелл (Beacon Fell Traditional Lancashire Cheese) - Сыр Боуленд (Bowland cheese) — из яблок, изюма и покрыт корицей; подходит на десерт, с крекерами или самостоятельно. | - Традиционный Бикон Фелл (Beacon Fell Traditional Lancashire Cheese) - Сыр Боуленд (Bowland cheese) — из яблок, изюма и покрыт корицей; подходит на десерт, с крекерами или самостоятельно. | - Традиционный Бикон Фелл (Beacon Fell Traditional Lancashire Cheese) - Сыр Боуленд (Bowland cheese) — из яблок, изюма и покрыт корицей; подходит на десерт, с крекерами или самостоятельно.                                    |
| Голубой сыр Бинли (Beenleigh Blue cheese) | | дер. Ашпрингтон, гр. Девон, Англия | мягкий, непрессованный с голубой плесенью | пастеризованное овечье молоко, сычужный фермент | |
| Стилтон (Stilton cheese) PDO | | гр. Дербишир, Лестершир, Ноттингемшир, Англия | полумягкий, крошащийся, с возрастом более кремовый, цилиндрической формы, покрытой коркой | пастеризованное коровье молоко | подаётся с сельдереем, добавляется в овощные протёртые супы (особенно с брокколи и сельдереем); в бутербродах с различными крекерами, печеньями и хлебом; запивают портвейном; принято подавать во время рождественской трапезы |
| - Голубой (Blue Stilton) — с тонкими голубыми жилками, направленные радиально от центра. - Белый (White Stilton) — используется в качестве основы для смешивания с абрикосом, имбирем, цитрусовыми или виноградными фруктами для создания десертных сыров, а также в качестве ароматизатора для шоколада. | | | | | |
| Брайтон Блю (Brighton Blue) | | гр. Сассекс, Англия | полутвердый, желтый с голубыми прожилками | коровье молоко | |
| Бакстон Блю (Buxton Blue) PDO | | г. Бакстон, гр. Дербишир, Ноттингемшир, Стаффордшир, Англия | полумягкий, крошащийся, имеет легкие прожилки с глубоким рыжеватым оттенком, близкий родственник Блю Стилтон                                                                                 | коровье молоко | с охлажденным бокалом сладкого десертного вина или рубиновым портвейном |
| Чеддер (Cheddar cheese) | | дер. Чеддер, гр. Сомерсетшир, Англия | твердый, полутвердый | коровье молоко | |
| Чеширский сыр (Cheshire cheese) | | гр. Чешир, Англия | твердый | коровье молоко | |
| | | | | | |
| | | | | | |

### Рыба
| Название        | Фото | Происхождение | Описание                                                                                        | Осн. ингредиенты и приготовление | Подача |
| Киппер (Kipper) |      | XVI в.        | Копчёная жирная рыба (обычно сельдь), разрезанная от хвоста до головы и развёрнутая «бабочкой». |                                  |        |
|                 |      |               |                                                                                                 |                                  |        |

## Британская кухня

### Главные блюда
Главное блюдо
| Название | Фото | Происхождение                                                                              | Описание | Осн. ингредиенты и приготовление | Подача |
| Бангерс-энд-маш (Bangers and mash) «Колбаски/сосиски с картофельным пюре» |      | Великобритания Ирландия XX в.                                                              | Жареная сосиска/колбаска c картофельным пюре.                                                                      | Свиные, говяжьи или бараньи колбаски (часто используют камберлендскую колбасу), иногда в блюде несколько разных сортов колбасок.                            | С луковым соусом, жареным луком или горохом; популярное блюдо рабочего класса Лондона и Дублина.                               |
| Биф-валлингтон (Beef Wellington) «Говядина по веллингтонски» |      | Великобритания кон. XIX — нач. XX вв. (возможно, британский ребрендинг французского блюда) | Мясо (обычно говяжий стейк) запечённое в тесте.                                                                    | Говяжья вырезка покрытая паштетом (часто из фуа-гра) и дюкселем, обложенная ломтиками бекона (или пармской ветчины) и завёрнутая в слоёное тесто.           | С овощами и соусом (напр.: уваривают портвейн с бульоном, ароматизируют его тимьяном и перцем).                                |
| - Варианты рецептов, когда в тесте запекается баранина, индейка, курица, лосось, колбаски и др. - Вегетарианские варианты рецептов, когда в тесте запекаются грибы, свекла и др. |      |                                                                                            | | | |
| Стейк-энд-кидни пудинг (Steak and kidney pudding) «Пудинг с говядиной и почками»                                                                                                 |      | Великобритания XIX в.                                                                      | Пудинг из говядины и почек приготовленный в тесте (раньше в рецепт входили устрицы).                               | Начинка: смесь говядины с бычьими почками и луком, тесто с нутряным жиром                                                                                   | С овощами и соусом; за 10 минут до подачи в отверстие в верхней части пудинга заливают мясной бульон.                          |
| Тойд-ин-зе-хол (Toad in the hole) «Жаба в норке» |      | Великобритания XVIII в.                                                                    | | | |
| Фиш-энд-чипс (Fish and chips) «Рыба и картофель фри» |      | Великобритания XIX в. (через еврейских мигрантов)                                          | Рыба в кляре и нарезанный крупными ломтиками картофель фри.                                                        | Кусочки филе толщиной 2—3 см (пикша, мерлан, сайда, камбала, но чаще треска), посыпаются кукурузным крахмалом, окунаются в тесто и обжариваются во фритюре. | С лимоном, зеленью и соусом тартар; как фаст-фуд на вынос, и в меню дорогих ресторанов и пабов (напр., см. «Harry Ramsden's»). |
| Чикен-тикка-масала (Chicken tikka masala) «Куриные кусочки с масалой» |      | Великобритания 1960-70-е гг. (индийское блюдо принятое британцами)                         | Запечённые кусочки курицы с соусом, обычно оранжевого цвета из-за добавления куркумы или паприки, красителей и др. | Кусочки курицы маринуются в специях и йогурте (ср. инд. «чикен-тикка»), соус — смесь специй на основе карри (ср. инд. «масала»).                            | |
| - Варианты рецептов на основе грибов, рыбы, ягнятины и др. |      |                                                                                            | | | |

### Гарниры
Гарнир
| Название                                           | Фото | Происхождение           | Описание | Осн. ингредиенты и приготовление | Подача |
| Бабл-энд-сквик (Bubble and squeak) «Пузырь и писк» |      | Великобритания XVIII в. | Жаркое из капусты (иногда брюссельской) и картофеля; как гарнир и как главное блюдо (изначально могло быть с кусочками рубленного мяса). | Нарезанные овощи (капуста, иногда добавляют горох, морковь и др.) обжариваются на сковороде вместе с измельченным картофелем или пюре. | Часто c холодным мясом на «Воскресный обед», иногда с маринадом или соусом; также как компонент к «Английскому завтраку». |

### Салаты
Салат.
| Название                                             | Фото | Происхождение            | Описание                      | Осн. ингредиенты и приготовление | Подача              |
| BLT-салат (BLT salad) аббрев. «бекон, латук, томаты» |      | Великобритания США XX в. | Салат c беконом и сухариками. | Бекон (свёрнутый рулетиками, иногда поджаренный), салат-латук и томаты (иногда добавляют огурец и др.), соус (напр., майонез, нарезанная петрушка и др.), обжаренные сухарики. | Часто в закусочных. |

### Закуски
Закуска.
| Название                                                                           | Фото | Происхождение                                                                  | Описание | Осн. ингредиенты и приготовление | Подача |
| Сэндвич (Sandwich) от графского титула                                             | | Международное, издревле (в Великобритании приписывается Дж. Монтегю, XVIII в.) | Два кусочка хлеба со слоем наполнителя между ними, к традиционно британским часто причисляют т. н. «чайные сэндвичи». | Самые разнообразные ингредиенты, напр., для чайных сэндвичей — начинка (кресс-салат, огурцы, рыбная паста, томат и др.) и тонкие кусочки хлеба без корочки. | В основном холодными, но есть варианты горячих сэндвичей.                                                                      |
| - BLT-сэндвич (BLT sandwich) аббрев. «бекон, латук, томаты»                        | | Великобритания США XX в.                                                       | Сэндвич с самыми разными комбинациями бекона, салата-латука и томатов.                                                | Начинка (бекон, иногда поджаренный, салат-латук и томаты, по вкусу добавляют огурец, майонез и др.), хлеб или тосты.                                        | Один из самых популярных сэндвичей в Великобритании, на него часто ссылаются или изображают в культуре и СМИ; быстрое питание. |
|                                                                                    | - BLAT-сэндвич — добавляется авокадо, сок лайма и ростки. - BLAST-сэндвич — добавляется авокадо и креветки. - BLET-сэндвич — добавляется яйцо. - BLOFT-сэндвич — добавляется карамельный лук и сыр фета. - BLTT-сэндвич — добавляется копчёная индейка и голубой сыр. - Салман BLT-сэндвич (Salmon BLT sandwich, «Лососевый BLT-сэндвич») — бекон заменяется на запечённый лосось и добавляется соус песто. - Вариант где свинной бекон заменяется на бекон из индейки, курицу и др. - Вегетарианский вариант где бекон заменяется на тофу или темпе. |                                                                                | | | |
| - Бритиш-рейл-сэндвич (British Rail sandwich) «Британский железнодорожный сэндвич» | | Великобритания XX в.                                                           | Сэндвич с экономно размещённой начинкой, обычно разрезается по диагонали.                                             | Небольшая порция начинки (варианты из мясного ассорти, сардин, яиц, сыра, солёных огурцов, кресс-салата, томата и др.), хлеб.                               | На пассажирских поездах железной дороги Великобритании, часто высмеивался в литературе и СМИ.                                  |
| - Кюкамбе-сэндвич (Cucumber sandwich) «Огуречный сэндвич»                          | | Великобритания XIX в.                                                          | Тонкие ломтики хлеба с огурцом, формы различные (относится к т. н. «чайным сэндвичам»).                               | Начинка (очень тонко нарезанный огурец, сбрызнут уксусом или лимонным соком), белый хлеб без корочки, слегка намазанный сливочным маслом и подсоленный.     | Как лёгкая закуска (16:00 или перед ужином) или к послеобеденному чаю (15:30—17:00).                                           |
| - Фиш-финг-сэндвич (Fish finger sandwich) «Сэндвич с рыбными пальчиками»           | | Великобритания XX в.                                                           | Сэндвич с рыбными палочками.                                                                                          | Начинка (рыбные палочки, иногда с листьями салата, соусом Тартар, кетчупом или майонезом), хлеб.                                                            | Иногда дополнительно долька лимона; быстрое питание.                                                                           |
| - Крисп-сэндвич (Crisp sandwich) «Сэндвич с криспами»                              | | Великобритания Ирландия XX в.                                                  | Сэндвич с криспами (в Великобритании криспы — это чипсы, а чипсы — это картофель фри).                                | Начинка (картофельные чипсы с любыми ингредиентами, напр., арахисовое масло или болонская колбаса, ветчина, майонез, томат, тунец и др.), хлеб.             | Быстрое питание. |
| - Чип-сэндвич (Chip sandwich) «Сэндвич с чипсами»                                  | | Великобритания Ирландия XX в.                                                  | Сэндвич с чипсами (в Великобритании чипсы — это картофель фри, а криспы — это чипсы).                                 | Начинка (картофель фри c кетчупом или коричневым соусом, майонезом, солодовым уксусом и др.), белый хлеб или булочка, иногда намазаны сливочным маслом.     | Быстрое питание. |
|                                                                                    | - Скаллоп-бати (Scallop butty, «Бутерброд с морским гребешком») — вместо картофеля фри используется потэйто кейк. - Чип-бап (Chip bap) — вместо хлеба используется булочка. - Чип-барм (Chip barm) — вместо хлеба используется барм кейк. - Чип-коб (Chip cob) — вместо хлеба используется булочка (в Восточном Мидленде). |                                                                                | | | |

### Хлеб и десерты (хлебобулочные продукты и мучные кондитерские изделия)
| Название | Фото | Происхождение                                                 | Описание | Осн. ингредиенты и приготовление | Подача                                                                                                   |
| Бан (Bun) «Булочка»                                                                                                |      |                                                               | | | |
| - Бат-бан (Bath bun) «Булочка из Бата»                                                                             |      | г. Бат (гр. Сомерсет) XVIII в.                                | | | |
| - Сэлли Ланн бан (Sally Lunn bun) «Булочка Сэлли Лан»                                                              |      | г. Бат (гр. Сомерсет) XVIII в.                                | | | |
| - Булочка Челси (Chelsea bun) «Булочка из Челси»                                                                   |      | р-н Челси (Большой Лондон) XVIII в.                           | Закрученная в спираль булочка квадратной формы, вариант т. н. «булочек со смородиной» (которые, в свою очередь, относятся к сладким рулетам, относящимся к булочкам). | Дрожжевое тесто (с цедрой лимона, корицей или др.). Рулетик покрывается смесью (смородина, корич. сахар и слив. масло), сворачивается, выпекается и глазируется. | |
| Пудинг из хлеба с маслом (Bread and butter pudding), устар.: Whitepot — «Белый горшочек»                           |      | Международное (первый известный рецепт в Британии — XVIII в.) | Запечённый в духовке или горшочке пудинг, относящийся к т. н. «хлебным пудингам».                                                                                     | Слои ломтиков хлеба (намазаны маслом, добавлен изюм) заливают заварным кремом (приправлен мускатным орехом, ванилью или др. специями); запекают.                 | Как десерт.                                                                                              |
| Крисмэс пудинг (Christmas pudding) «Рождественский пудинг», вариант: Плам пудинг (Plum pudding) «Сливочный пудинг» |      | Англия XVIII в.                                               | Приготовленный на пару пудинг тёмного цвета. | Смесь (хлеб без корочек, сухофрукты и орехи) в закрытой фольгой ёмкости варят на пару 2-3 часа (иногда готовят за несколько недель).                             | Часто подогревают, пропитывают бренди или другим алкоголем и фламбируют; обычно как десерт на Рождество. |
| Тикейк (Teacake) «Чайный кекс/пирожное»                                                                            |      |                                                               | | | |

### Десерты (сахаристые кондитерские изделия и прочее)
Десерты и сахаристые кондитерские изделия.
| Название                                                                 | Фото | Происхождение                                                | Описание                                  | Осн. ингредиенты и приготовление | Подача      |
| Рисовый пудинг (Rice pudding) устар. Уайтпот (Whitepot) «Белый горшочек» |      | Международное (первый известный рецепт в Британии — XVII в.) | Запечённый в духовке или горшочке пудинг. | Мелкозернистый рис, молоко, сливки и сахар (иногда приправляется ванилью, мускатным орехом, корицей и др. специями); запекают при низкой температуре в течение нескольких часов. | Как десерт. |

## Валлийская кухня (Уэльс)

### Хлеб и десерты (хлебобулочные продукты и мучные кондитерские изделия)
| Название                                                                                    | Фото | Происхождение                              | Описание              | Осн. ингредиенты и приготовление                                                                                             | Подача                        |
| Валлийский кролик (Welsh rarebit / rabbit) «Уэльсский кролик», рус. адапт. «Гренки с сыром» |      | Уэльс (первый известный рецепт — XVIII в.) | Тосты/гренки c сыром. | Поджаренный с обеих сторон хлеб, покрытый пикантным соусом, основной ингредиент которого плавленный (иногда обжаренный) сыр. | Завершение трапезы — сэйвори. |

## Корнуольская кухня

### Хлеб и десерты (хлебобулочные продукты и мучные кондитерские изделия)
| Название | Фото | Происхождение                        | Описание                                                               | Осн. ингредиенты и приготовление | Подача                                                            |
| Сафро-бан (Saffron bun, Cornish tea treat bun) «Шафрановая булочка», «Корнуолльская чайная праздничная булочка» |      | Корнуолл (аналоги: Норвегия, Швеция) | Пряная булочка, может быть разного вида (напр., перевернутая S-форма). | Дрожжевое тесто (с корицей или мускатным орехом, осн. ароматизатор шафран), наполнитель (изюм или сушёная смородина, киш-миш). Известно выпекание на кленовых листьях. | Как десерт, угощение к чаю, часто для особых праздничных случаев. |
| - Сафро-кейк (Saffron cake, «Шафрановый кекс/торт») — сафро-бан большого размера.                               |      |                                      |                                                                        | |                                                                   |
| |      |                                      |                                                                        | |                                                                   |

## Шотландская кухня

### Главные блюда
| Название | Фото | Происхождение                                       | Описание                                                                                   | Осн. ингредиенты и приготовление                                                                                                  | Подача                               |
| Ойтмил (Oatmeal) «Овсянка, Овсяная каша» |      | Международное (в Шотландии с периода Средневековья) | Каша из овсяной крупы (дроблёной, не дроблёной или плющеной), овсяных хлопьев или толокна. | Овёс замачивается на ночь в подсоленной воде, утром готовится на слабом огне в течение нескольких минут, пока смесь не загустеет. | С солью, маслом, молоком или пахтой. |
| - Броз (Brose) — более плотная овсяная (и/или другая) каша из помола средней или грубой крупности. - Кроуди (Crowdie) — вариант броз из молотого овса и холодной воды (название чаще используется для другого блюда — мягкого творога). |      |                                                     |                                                                                            | |                                      |
| |      |                                                     |                                                                                            | |                                      |